# Nur Afrina Batrisyia
Nur Afrina Batrisyia Mohamad Rizal (* 20. September 2004) ist eine malaysische Leichtathletin, die sich auf den Sprint spezialisiert hat.

## Sportliche Laufbahn
Erste Erfahrungen bei internationalen Meisterschaften sammelte Nur Afrina Batrisyia im Jahr 2023, als sie bei den Südostasienspielen in Phnom Penh in 24,09 s den sechsten Platz im 200-Meter-Lauf belegte und mit der malaysischen 4-mal-100-Meter-Staffel in 44,58 s die Bronzemedaille hinter den Teams aus Thailand und Vietnam. Anschließend gelangte sie bei den U20-Asienmeisterschaften in Yecheon mit 24,70 s auf den fünften Platz und im Juli schied sie bei den Asienmeisterschaften in Bangkok mit 24,25 s im Halbfinale über 200 Meter aus und belegte mit der Staffel in 45,56 s den fünften Platz. Im Oktober gewann sie bei den Asienspielen in Hangzhou in 45,01 s gemeinsam mit Azreen Nabila Alias, Zaidatul Husniah Zulkifli und Shereen Vallabouy die Bronzemedaille hinter den Teams aus der Volksrepublik China und Thailand. 2025 belegte sie mit der Staffel bei den Asienmeisterschaften in Gumi in 44,75 s den sechsten Platz. Anschließend schied sie bei den World University Games in Bochum mit 12,32 s in der Vorrunde über 100 Meter aus und verpasste mit der Staffel mit 46,86 s den Finaleinzug. 

## Persönliche Bestleistungen
- 100 Meter: 11,81 s (+0,6 m/s), 15. Juni 2024 in Kuantan
- 200 Meter: 24,09 s (−0,9 m/s), 8. Mai 2023 in Phnom Penh (malaysischer U20-Rekord)